# Przemek Dyakowski
Przemek Dyakowski (ur. 1 czerwca 1935 w Krakowie) – polski saksofonista jazzowy.

## Życiorys
Urodził się w rodzinie Jana (1904–1971), ostatniego właściciela majątków Masłomiąca i Młodziejowice, i Zofii ze Skąpskich (1911–1980). Brat Andrzeja Dyakowskiego, malarza, profesora ASP w Gdańsku, Pawła (1940–1945) i Elżbiety (1944–2021), scenografki. Wychowywał się w Zakopanem, gdzie ukończył szkołę podstawową. W młodości chciał zostać skoczkiem narciarskim. Od 1952 uczył się w Technikum Wychowania Fizycznego Głównego Komitetu Kultury Fizycznej w Stalinogrodzie, w 1954 zdał maturę. W 1956 przez trzy miesiące uczył WF-u w Technikum Samochodowym w Mysłowicach, następnie był inspektorem ds. odznaki „Sprawny do Pracy i Obrony” w Wojewódzkim Komitecie Kultury Fizycznej w Katowicach.
Początkowo grał na akordeonie (klubie studenckim „Nawojka”) i pianinie, następnie swoje zainteresowania muzyczne przeniósł na saksofon, był uczniem solisty orkiestry radiowej w Krakowie Józefa Łysaka. Pod koniec lat 50., jako uczeń szkoły muzycznej rozpoczął grę na saksofonie w zespole Zygmunta Koniecznego w kabarecie Piwnica pod Baranami, związany był też z klubem jazzowym na ul. Marka i klubem Pod Jaszczurami.
Po przybyciu do Trójmiasta grał m.in. w kabarecie To-Tu Tadeusza Chyły i w zespole Klubu Studentów Wybrzeża ŻAK wraz z Włodzimierzem Nahornym. Twórca działającego do dzisiaj zespołu Rama 111, który od 1968 przez 10 lat był zespołem Radia Gdańsk, gdzie dokonał wielu nagrań. Przemek Dyakowski brał udział w Jazz Jamboree, dawał koncerty z cyklu Jazz w Filharmonii (m.in. w Filharmonii Narodowej), Gdynia Summer Jazz Days i podczas licznych festiwali.
Wśród artystów, którym akompaniował są: Cab Calloway, Shirley Jones, Steve Allen, Bobby Short oraz Elaine Delmar.
Od 1963 jest mężem Ludmiły (Luby) z domu Kubale.

## Dyskografia
- Marianna Wróblewska – Byle bym się zakochała (1973)[5]
- Niebiesko-Czarni – Koncert dla Ady (1993)
- Mietek Blues Band – Tribute to the blues (1996)
- Rama 111 – W Gdyni gra… (1997)
- Piotr Lemańczyk – Follow the soul (2003)
- Tymon & The Transistors –  Wesele (2004)[6]
- Przemek Dyakowski – Take it easy! (2005)
- Larry Ugwu, Ikenga Drummers – Lustereczko (2006)
- Przemek Dyakowski, Leszek Możdżer, Sławek Jaskułke – Melisa (2007)[7] – złota płyta[8]
- Biafro – No More Bloodshed (Heavy Metal Reggae) (2010)[9]
- Irek Wojtczak – Direct Memory Access (2011)[10]
- Przemek Dyakowski – Take It Easy III (2012)

## Nagrody i wyróżnienia
- Nagroda Prezydenta Miasta Gdańska w Dziedzinie Kultury z okazji jubileuszu 45-lecia pracy artystycznej (2005)[11]
- Nagroda Artystyczna Gdańskiego Towarzystwa Przyjaciół Sztuki (2005)
- Medal im. Eugeniusza Kwiatkowskiego „Za wybitne zasługi dla Gdyni” (2006)[12]
- Pomorska Nagroda Artystyczna (2007, 2015)
- Nagroda Muzyczna „Fryderyk” za całokształt działalności artystycznej (2019)
- „Grand Prix Jazz Melomani” - nagroda łódzkiego Stowarzyszenia Jazzowego „Melomani” za całokształt twórczości (2019)
- Wielka Pomorska Nagroda Artystyczna „Gryf Pomorski” (2021)

Źródło:.

## Galeria

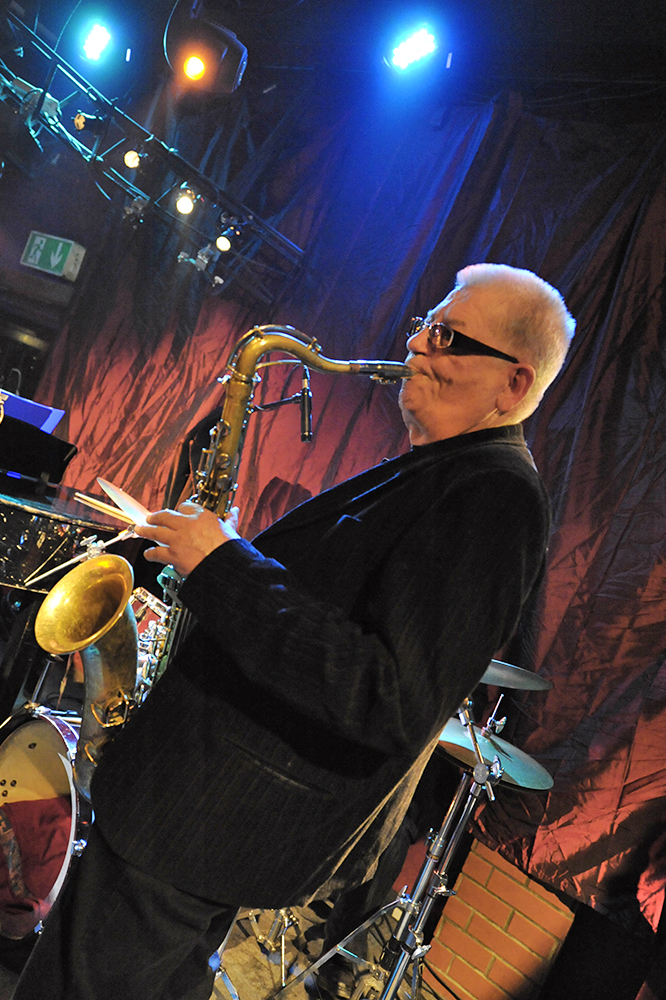
Klub Tygmont w Warszawie - styczeń 2011 r.
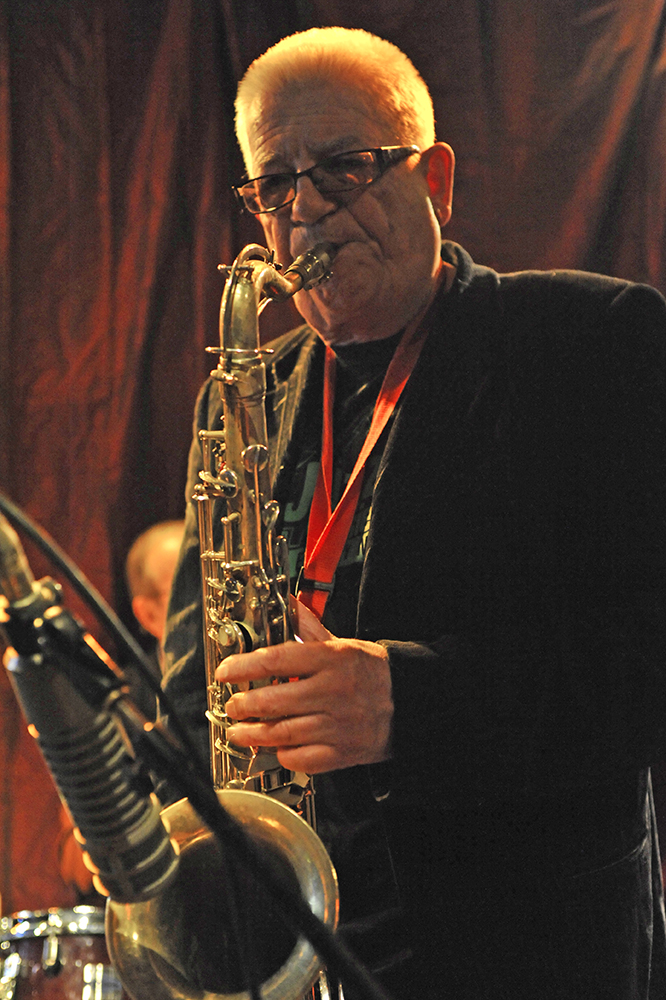
Urodziny Tygmontu - styczeń 2011 r.
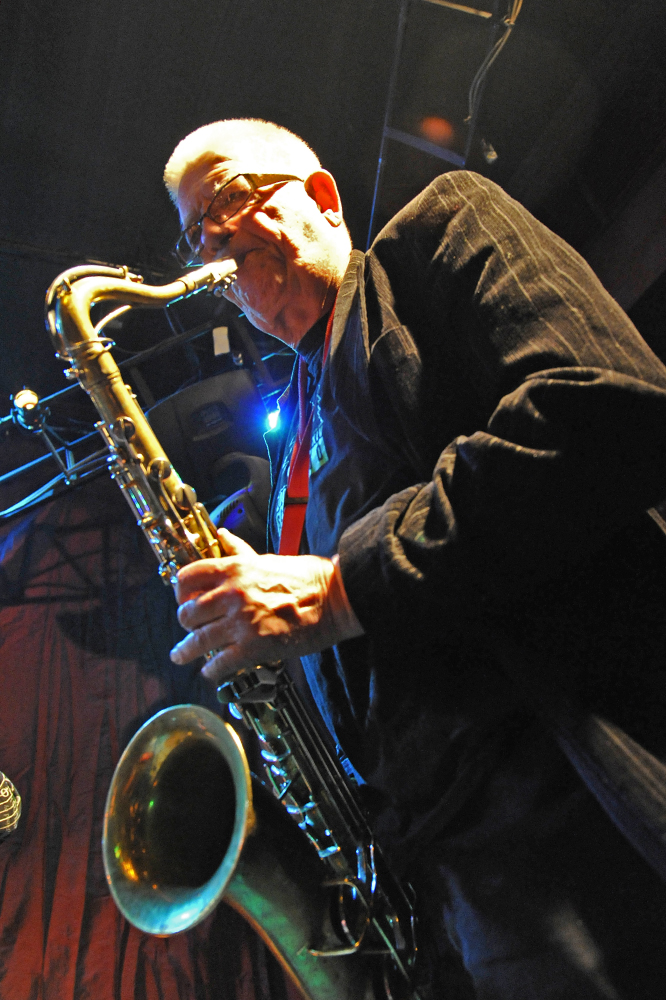
Klub Tygmont - styczeń 2011 r.